# Gerry Connolly
Gerald Edward Connolly, detto Gerry (Boston, 30 marzo 1950 – Fairfax, 21 maggio 2025) è stato un politico statunitense, membro della Camera dei Rappresentanti per lo stato della Virginia dal 2009 fino alla morte il 21 maggio 2025.

## Biografia
Nato a Boston, dopo gli studi all'Università Harvard Connolly entrò in politica con il Partito Democratico e negli anni novanta fu membro del consiglio dei supervisori della contea di Fairfax, per poi divenirne presidente nel 2003.
Nel 2008 il deputato repubblicano Thomas M. Davis annunciò il  ritiro dalla Camera dei Rappresentanti e Connolly si candidò alle elezioni indette per coprire quel seggio; nelle primarie democratiche sconfisse l'ex deputata Leslie Byrne, per poi vincere anche le elezioni generali.
Negli anni successivi Connolly fu sempre riconfermato dagli elettori.
Il 21 maggio 2025, il deputato è morto nel corso del suo mandato, all'età di 75 anni, dopo una lotta contro il cancro all’esofago.